# Elezioni politiche in Italia del 2001
Le elezioni politiche in Italia del 2001 per il rinnovo dei due rami del Parlamento Italiano  – la Camera dei deputati e il Senato della Repubblica – si sono tenute domenica 13 maggio 2001.

## Sistema di voto
Le elezioni politiche del 2001 si tennero con un sistema di voto – la cosiddetta «legge Mattarella» – in attuazione del referendum del 18 aprile 1993, introdotto con l'approvazione delle leggi 4 agosto 1993 n. 276 e n. 277, che prevedeva per l'elezione della Camera dei deputati e del Senato della Repubblica un sistema elettorale misto: maggioritario a turno unico per la ripartizione del 75% dei seggi parlamentari unito, per il rimanente 25% dei seggi, al recupero proporzionale dei più votati non eletti per il Senato (attraverso un meccanismo di calcolo denominato «scorporo») e al proporzionale con liste bloccate e sbarramento del 4% alla Camera.
Per la parte maggioritaria quindi (75% dei seggi), il territorio nazionale venne suddiviso in 475 collegi uninominali per la Camera, e in 232 per il Senato. L'attribuzione di questo primo gruppo di seggi avveniva in base ad un sistema maggioritario a turno unico plurality: veniva eletto parlamentare il candidato che avesse riportato la maggioranza relativa dei suffragi nel collegio. Nessun candidato poteva presentarsi in più di un collegio.
I rimanenti seggi (25%) erano invece assegnati con un metodo proporzionale, funzionante però con meccanismi differenziati fra le due assemblee. Per quanto riguarda la Camera, l'elettore godeva di una scheda elettorale separata per l'attribuzione dei 155 seggi residui, cui accedevano solo i partiti che avessero superato la soglia di sbarramento nazionale del 4%. Il calcolo dei seggi spettanti a ciascuna lista veniva effettuata nel collegio unico nazionale mediante il metodo Hare dei quozienti naturali e dei più alti resti; tali seggi venivano poi ripartiti, in ragione delle percentuali delle singole liste a livello locale, fra le 26 circoscrizioni plurinominali in cui era suddiviso il territorio nazionale, e all'interno delle quali i singoli candidati – che potevano corrispondere a quelli presentatisi nei collegi uninominali – venivano proposti in un sistema di liste bloccate senza possibilità di preferenze. Il meccanismo era però integrato dal metodo dello scorporo, volto a dar compensazione ai partiti minori fortemente danneggiati dall'uninominale: successivamente alla determinazione della soglia di sbarramento, ma antecedentemente al riparto dei seggi, alle singole liste venivano decurtati tanti voti quanti ne erano serviti a far eleggere i vincitori nell'uninominale – cioè i voti del secondo classificato più uno – i quali erano obbligati a collegarsi ad una lista circoscrizionale.
Per quanto riguarda il Senato, gli 83 seggi proporzionali venivano assegnati, secondo il dettato costituzionale, su base regionale. In ogni Regione venivano assommati i voti di tutti i candidati uninominali perdenti che si fossero collegati in un gruppo regionale, ed i seggi venivano assegnati utilizzando il metodo D'Hondt delle migliori medie: gli scranni così ottenuti da ciascun gruppo venivano assegnati, all'interno di essa, ai candidati perdenti che avessero ottenuto le migliori percentuali elettorali. Ancor più che alla Camera, ove lo scorporo era «parziale», lo scorporo «totale» previsto per il Senato faceva funzionare la quota proporzionale di fatto come una stramba quota minoritaria, in aperto contrasto con l'impianto generale della legge elettorale.

### Le «liste civetta»
Nelle elezioni valide per il rinnovo della Camera, sia la La Casa delle Libertà che L'Ulivo (anche se quest'ultimo in un numero minore di collegi), aggirarono il meccanismo dello scorporo collegando i propri candidati nei collegi uninominali a liste circoscrizionali fittizie, dette «liste civetta», create appositamente per non essere votate da nessuno. Infatti, dato che i candidati dei collegi uninominali erano collegati a tali liste, era a queste liste che furono sottratti i voti dei candidati nei collegi uninominali, mandando così i voti della lista sotto il 4%.
Le due liste furono chiamate rispettivamente «Abolizione Scorporo» (per intero: «Movimento per l'abolizione dello scorporo e per il rispetto della sovranità popolare – per l'abolizione dello scorporo, per la stabilità di governo, no ai ribaltoni») e «Paese Nuovo». Curiosamente, entrambe le liste furono in realtà votate: la lista di Abolizione Scorporo ricevette comunque quasi 27.000 suffragi, mentre quella di Paese Nuovo ne ottenne più di 34.000.
La presenza di tali liste civetta, unita all'ampio successo ottenuto in quelle elezioni dal centrodestra, provocò però un risultato paradossale per la coalizione di centrodestra: non fu possibile assegnare tutti i seggi della quota proporzionale perché non c'erano sufficienti candidati nelle vere liste proporzionali, in particolare quelle di Forza Italia.

### Circoscrizioni
Il territorio nazionale italiano venne suddiviso alla Camera dei deputati in 475 collegi uninominali e 26 circoscrizioni plurinominali ed al Senato della Repubblica in 232 collegi uninominali e 20 circoscrizioni plurinominali, corrispondenti alle regioni italiane.

#### Circoscrizioni della Camera dei deputati
Le circoscrizioni della Camera dei deputati erano le seguenti:
- Piemonte 1 (Torino);
- Piemonte 2 (Cuneo, Alessandria, Asti, Novara, Vercelli, Biella e Verbano-Cusio-Ossola);
- Lombardia 1 (Milano);
- Lombardia 2 (Bergamo, Brescia, Como, Sondrio, Varese e Lecco);
- Lombardia 3 (Pavia, Lodi, Cremona e Mantova);
- Trentino-Alto Adige;
- Veneto 1 (Padova, Verona, Vicenza e Rovigo);
- Veneto 2 (Venezia, Treviso e Belluno);
- Friuli-Venezia Giulia;
- Liguria;
- Emilia-Romagna;
- Toscana;
- Umbria;
- Marche;
- Lazio 1 (Roma);
- Lazio 2 (Latina, Frosinone, Viterbo e Rieti);
- Abruzzo;
- Molise;
- Campania 1 (Napoli);
- Campania 2 (Avellino, Benevento, Caserta e Salerno);
- Puglia;
- Basilicata;
- Calabria;
- Sicilia 1 (Palermo, Agrigento, Caltanissetta e Trapani);
- Sicilia 2 (Catania, Messina, Enna, Ragusa e Siracusa);
- Sardegna;
- Valle d'Aosta[7].

#### Circoscrizioni del Senato della Repubblica
Le circoscrizioni del Senato della Repubblica invece erano le seguenti:
- Piemonte
- Valle d'Aosta
- Lombardia
- Trentino-Alto Adige
- Veneto
- Friuli-Venezia Giulia
- Liguria
- Emilia-Romagna
- Toscana
- Umbria
- Marche
- Lazio
- Abruzzo
- Molise
- Campania
- Puglia
- Basilicata
- Calabria
- Sicilia
- Sardegna

## Quadro politico
La XIII legislatura, formatasi con le precedenti elezioni, restò in carica per tutta la durata naturale del mandato, ma vide il susseguirsi di ben quattro governi di centrosinistra: Prodi I, D'Alema I, D'Alema II, Amato II. Durante il corso della legislatura infatti, vi furono in più occasioni contrasti fra le aree più moderate de L'Ulivo e il PRC, che portarono nel caso del primo governo Prodi, alla caduta dell'esecutivo stesso. Ciò portò la coalizione a presentarsi divisa alle elezioni politiche del 2001: il PRC, infatti, decise di presentarsi come lista autonoma. Sul fronte del centrodestra invece, Silvio Berlusconi fondò la La Casa delle Libertà, lo schieramento che riproponeva la formazione che si presentò alle elezioni del 1994. Con la nascita della Casa delle Libertà infatti, la Lega Nord decise di riallearsi nuovamente con la coalizione di centrodestra, che questa volta comprendeva anche il Partito Socialista - Nuovo PSI e il PRI.

### Principali coalizioni e forze politiche
| Coalizione | Coalizione | Leader            | Foto |
| ---------- | --- | ----------------- | ---- |
|            | La Casa delle Libertà Coalizione composta da: Forza Italia, Alleanza Nazionale, Lega Nord, Centro Cristiano Democratico, Cristiani Democratici Uniti, Nuovo PSI e Partito Repubblicano Italiano | Silvio Berlusconi |      |
|            | L'Ulivo Coalizione composta da: Democratici di Sinistra, La Margherita, Il Girasole, Comunisti Italiani, Repubblicani Europei, Südtiroler Volkspartei e Partito Sardo d'Azione                  | Francesco Rutelli |      |
|            | Partito della Rifondazione Comunista | Fausto Bertinotti |      |
|            | Italia dei Valori | Antonio Di Pietro |      |
|            | Democrazia Europea | Sergio D'Antoni   |      |
|            | Lista Emma Bonino | Emma Bonino       |      |

## Schieramenti

### La Casa delle Libertà
La La Casa delle Libertà, coalizione di centrodestra guidata da Silvio Berlusconi, era costituita da Forza Italia, Alleanza Nazionale, Centro Cristiano Democratico-Cristiani Democratici Uniti, Lega Nord e Partito Socialista - Nuovo PSI.

### L'Ulivo
L'Ulivo era il nome assunto dalla coalizione di centrosinistra, guidata da Francesco Rutelli. La coalizione era formata da Democratici di Sinistra, La Margherita, Federazione dei Verdi, Socialisti Democratici Italiani e Partito dei Comunisti Italiani.
Il Partito della Rifondazione Comunista giunse ad un accordo elettorale con l'Ulivo (patto di non belligeranza), in base al quale il PRC non si sarebbe presentato nella quota maggioritaria della Camera; l'Italia dei Valori, invece, decise di correre in autonomia. Fuori dai due schieramenti principali si presentarono poi Democrazia Europea (che nel 2002 confluirà dell'UDC) e la Lista Emma Bonino (che nel 2006 darà luogo con i Socialisti Democratici Italiani alla Rosa nel Pugno).

## Campagna elettorale
Nei mesi precedenti le elezioni, Silvio Berlusconi annunciò di voler candidarsi nuovamente come leader della coalizione di centro destra de La Casa delle Libertà.

Marco Travaglio intervistato da Daniele Luttazzi il 14 marzo 2001.

La campagna elettorale fu caratterizzata da forti polemiche di Berlusconi e i suoi alleati contro alcune interviste e trasmissioni televisive condotte da Enzo Biagi, Michele Santoro e Daniele Luttazzi, in onda dalla Rai (successivamente tali programmi furono cancellati dai palinsesti a seguito dell'editto bulgaro) che avevano parlato dei processi in cui era imputato Berlusconi, e dei rapporti tra il suo entourage e Cosa nostra: in seguito a queste polemiche e alle minacce del centrodestra di «ripulire la stalla» e fare «piazza pulita» in Rai molti intellettuali parlarono di pericolo per la democrazia, mentre il settimanale The Economist lo ritenne inadatto a governare il Paese.
L'8 maggio, nel corso del programma televisivo Porta a Porta, Berlusconi si impegnò a firmare un cosiddetto «contratto con gli italiani». In questo documento, Berlusconi sostenne il suo impegno a migliorare diversi aspetti dell'economia e della vita italiana.
In primo luogo, si impegnò a semplificare il sistema fiscale complesso con l'introduzione di due sole aliquote (33% per coloro che guadagnano più di 100.000 euro e del 23% per tutti coloro che guadagnano meno di quella cifra: chi guadagna meno di 11.000 euro l'anno non sarebbe tassato), in secondo luogo promise di dimezzare il tasso di disoccupazione, in terzo luogo, si impegnò a finanziare e sviluppare un massiccio programma di nuovo opere pubbliche. In quarto luogo, promise di aumentare il tasso minimo di pensione mensile di 516 €, e in quinto luogo, disse che avrebbe represso l'ondata di crimine con l'introduzione di agenti di polizia per pattugliare tutte le zone locali e le aree nelle principali città italiane.
Berlusconi si impegnò a non ricandidarsi per le successive elezioni, se non fosse riuscito a onorare almeno quattro di queste cinque promesse.

## Sondaggi pre-voto
| Istituto | Data          | L'Ulivo | PRC | La Casa delle Libertà |
| -------- | ------------- | ------- | --- | --------------------- |
| Istituto | Data          |         |     |                       |
| Abacus   | dicembre 2000 | 33,6    | 6,0 | 46,5                  |
| Abacus   | gennaio 2001  | 36,3    | 5,5 | 46,9                  |
| Abacus   | febbraio 2001 | 35,5    | 5,6 | 46,1                  |
| Abacus   | marzo 2001    | 33,3    | 6,1 | 48,0                  |
| Abacus   | aprile 2001   | 33,2    | 7,1 | 46,2                  |

I sondaggi mostravano sin da 5 mesi prima delle elezioni un buon vantaggio della coalizione guidata da Silvio Berlusconi, che negli ultimi cinque anni era stata all'opposizione di alcuni governi di centro-sinistra. I circa 10 punti di vantaggio avrebbero poi permesso al leader della La Casa delle Libertà un buon numero di seggi nel maggioritario, destinati a salire nel proporzionale grazie alla lista Abolizione Scorporo.
In ogni caso i sondaggi (che in questo caso non tenevano conto della lista Unione dei Democratici Cristiani e di Centro), riguardando la quota proporzionale, avevano leggermente sottostimato entrambe le maggiori coalizioni di circa 2,5 punti, mentre sovrastimavano di poco più dell'1,5% la lista di sinistra guidata da Fausto Bertinotti.

## Risultati

### Camera dei deputati
| Liste                                 | Liste                                                                        | Liste                                      | Proporzionale | Proporzionale | Proporzionale | Maggioritario                        | Maggioritario         | Maggioritario |
| Liste                                 | Liste                                                                        | Liste                                      | Voti          | %             | Seggi         | Voti                                 | %                     | Seggi         |
| ------------------------------------- | ---------------------------------------------------------------------------- | ------------------------------------------ | ------------- | ------------- | ------------- | ------------------------------------ | --------------------- | ------------- |
|                                       | La Casa delle Libertà                                                        | Forza Italia (FI)                          | 10.923.431    | 29,43         | 62            | 16.915.513                           | 45,57                 | 282           |
| Alleanza Nazionale (AN)               | La Casa delle Libertà                                                        | 4.463.205                                  | 12,02         | 24            |               | 16.915.513                           | 45,57                 | 282           |
| Lega Nord (LN)                        | La Casa delle Libertà                                                        | 1.464.301                                  | 3,94          | -             |               | 16.915.513                           | 45,57                 | 282           |
| CCD - CDU                             | La Casa delle Libertà                                                        | 1.194.040                                  | 3,22          | -             |               | 16.915.513                           | 45,57                 | 282           |
| Nuovo PSI (NPSI)                      | La Casa delle Libertà                                                        | 353.269                                    | 0,95          | -             |               | 16.915.513                           | 45,57                 | 282           |
| Totale coalizione                     | La Casa delle Libertà                                                        | 18.398.246                                 | 49,56         | 86            |               | 16.915.513                           | 45,57                 | 282           |
|                                       | L'Ulivo - Di cui: • L'Ulivo • L'Ulivo - SVP • L'Ulivo - Con Illy per Trieste | Democratici di Sinistra (DS)               | 6.151.154     | 16,57         | 31            | 16.288.228 16.019.388 190.556 78.284 | 43,72 42,99 0,51 0,21 | 189 183 5 1   |
| La Margherita (Dem - PPI - RI- UDEUR) | L'Ulivo - Di cui: • L'Ulivo • L'Ulivo - SVP • L'Ulivo - Con Illy per Trieste | 5.391.827                                  | 14,52         | 27            |               | 16.288.228 16.019.388 190.556 78.284 | 43,72 42,99 0,51 0,21 | 189 183 5 1   |
| Il Girasole (FdV - SDI)               | L'Ulivo - Di cui: • L'Ulivo • L'Ulivo - SVP • L'Ulivo - Con Illy per Trieste | 805.340                                    | 2,17          | -             |               | 16.288.228 16.019.388 190.556 78.284 | 43,72 42,99 0,51 0,21 | 189 183 5 1   |
| Partito dei Comunisti Italiani (PdCI) | L'Ulivo - Di cui: • L'Ulivo • L'Ulivo - SVP • L'Ulivo - Con Illy per Trieste | 620.859                                    | 1,67          | -             |               | 16.288.228 16.019.388 190.556 78.284 | 43,72 42,99 0,51 0,21 | 189 183 5 1   |
| Totale coalizione                     | L'Ulivo - Di cui: • L'Ulivo • L'Ulivo - SVP • L'Ulivo - Con Illy per Trieste | 12.969.180                                 | 34,94         | 58            |               | 16.288.228 16.019.388 190.556 78.284 | 43,72 42,99 0,51 0,21 | 189 183 5 1   |
|                                       | Partito della Rifondazione Comunista (PRC)                                   | Partito della Rifondazione Comunista (PRC) | 1.868.659     | 5,03          | 11            | N.D.                                 | N.D.                  | N.D.          |
|                                       | Italia dei Valori (IDV)                                                      | Italia dei Valori (IDV)                    | 1.443.725     | 3,89          | -             | 1.487.287                            | 4,01                  | -             |
|                                       | Democrazia Europea (DE)                                                      | Democrazia Europea (DE)                    | 888.249       | 2,39          | -             | 1.310.119                            | 3,53                  | -             |
|                                       | Lista Emma Bonino                                                            | Lista Emma Bonino                          | 832.213       | 2,24          | -             | 457.117                              | 1,23                  | -             |
|                                       | Südtiroler Volkspartei (SVP)                                                 | Südtiroler Volkspartei (SVP)               | 200.059       | 0,54          | -             | 173.735                              | 0,47                  | 3             |
|                                       | Fiamma Tricolore                                                             | Fiamma Tricolore                           | 143.963       | 0,39          | -             | 121.527                              | 0,33                  | -             |
|                                       | Liga Fronte Veneto                                                           | Liga Fronte Veneto                         | 74.353        | 0,20          | -             | 173.618                              | 0,47                  | -             |
|                                       | Partito Pensionati                                                           | Partito Pensionati                         | 68.349        | 0,18          | -             | N.D.                                 | N.D.                  | N.D.          |
|                                       | Partito Sardo d'Azione - Sardigna Natzione                                   | Partito Sardo d'Azione - Sardigna Natzione | 34.412        | 0,09          | -             | 40.692                               | 0,11                  | -             |
|                                       | Paese Nuovo                                                                  | Paese Nuovo                                | 34.193        | 0,09          | -             | N.D.                                 | N.D.                  | N.D.          |
|                                       | Abolizione Scorporo                                                          | Abolizione Scorporo                        | 26.917        | 0,07          | -             | N.D.                                 | N.D.                  | N.D.          |
|                                       | Lega d'Azione Meridionale                                                    | Lega d'Azione Meridionale                  | 23.779        | 0,06          | -             | 19.366                               | 0,05                  | -             |
|                                       | Fronte Nazionale (FN)                                                        | Fronte Nazionale (FN)                      | 22.985        | 0,06          | -             | 16.202                               | 0,04                  | -             |
|                                       | Verdi Verdi                                                                  | Verdi Verdi                                | 18.262        | 0,05          | -             | 13.220                               | 0,04                  | -             |
|                                       | Forza Nuova                                                                  | Forza Nuova                                | 13.622        | 0,04          | -             | 6.294                                | 0,02                  | -             |
|                                       | La Bassa in Parlamento                                                       | La Bassa in Parlamento                     | N.D.          | N.D.          | N.D.          | 26.151                               | 0,07                  | -             |
|                                       | Valle d'Aosta                                                                | Valle d'Aosta                              | N.D.          | N.D.          | N.D.          | 25.577                               | 0,07                  | 1             |
|                                       | Altri                                                                        | Altri                                      | 61.610        | 0,17          | -             | 185.059                              | 0,50                  | -             |
| Totale                                | Totale                                                                       | Totale                                     | 37.122.776    |               | 155           | 37.259.705                           |                       | 475           |

### Senato della Repubblica
| Liste  | Liste                                          | Voti       | %     | Seggi |
| ------ | ---------------------------------------------- | ---------- | ----- | ----- |
|        | La Casa delle Libertà                          | 14.406.519 | 42,53 | 176   |
|        | L'Ulivo                                        | 13.106.860 | 38,70 | 125   |
|        | Partito della Rifondazione Comunista           | 1.708.707  | 5,04  | 4     |
|        | Lista Di Pietro - Italia dei Valori            | 1.140.489  | 3,37  | 1     |
|        | Democrazia Europea                             | 1.066.908  | 3,15  | 2     |
|        | Lista Emma Bonino                              | 677.725    | 2,00  | -     |
|        | Fiamma Tricolore                               | 340.221    | 1,00  | -     |
|        | Lega per l'Autonomia - Alleanza Lombarda       | 308.559    | 0,91  | 1     |
|        | Südtiroler Volkspartei - L'Ulivo               | 175.635    | 0,52  | 3     |
|        | Liga Fronte Veneto                             | 138.134    | 0,41  | -     |
|        | Südtiroler Volkspartei                         | 126.177    | 0,37  | 2     |
|        | Va' Pensiero Padania                           | 119.058    | 0,35  | -     |
|        | Fronte Sociale Nazionale                       | 98.132     | 0,29  | -     |
|        | Democrazia Europea – Socialisti Autonomisti    | 79.002     | 0,23  | -     |
|        | Partito Pensionati                             | 78.572     | 0,23  | -     |
|        | Forza Nuova                                    | 39.545     | 0,12  | -     |
|        | Verdi Verdi                                    | 35.743     | 0,11  | -     |
|        | Partito Sardo d'Azione - Sardigna Natzione     | 32.822     | 0,10  | -     |
|        | Vallée d'Aoste - Autonomie Progrès Fédéralisme | 32.429     | 0,10  | 1     |
|        | Altri                                          | 160.025    | 0,46  | -     |
| Totale | Totale                                         | 33.871.262 |       | 315   |

## Ripartizione dei seggi
| Partiti                                                                | Camera        | Camera        | Camera   | Senato  |
| Partiti                                                                | Proporzionale | Maggioritario | Totale   | Senato  |
| ---------------------------------------------------------------------- | ------------- | ------------- | -------- | ------- |
| Forza Italia                                                           | 48            | 131           | 179      | 82      |
| Alleanza Nazionale                                                     | 24            | 75            | 99       | 45      |
| Lega Nord                                                              | -             | 30            | 30       | 17      |
| CCD - CDU • Centro Cristiano Democratico • Cristiani Democratici Uniti | -             | 41            | 41 24 17 | 29 20 9 |
| Nuovo PSI                                                              | -             | 3             | 3        | 1       |
| Partito Repubblicano Italiano                                          | (1 in FI)     | -             | 1        | 1       |
| Riformatori Sardi                                                      | -             | 1             | 1        | -       |
| Nuova Sicilia                                                          | -             | 1             | 1        | -       |
| Fiamma Tricolore                                                       | -             | -             | -        | 1       |
| Totale La Casa delle Libertà                                           | 73            | 282           | 355      | 176     |
| Democratici di Sinistra                                                | 32            | 105           | 137      | 66      |
| La Margherita                                                          | 28            | 58            | 86       | 43      |
| Il Girasole • Socialisti Democratici Italiani • Federazione dei Verdi  | -             | 17            | 17 9 8   | 15 6 9  |
| Comunisti Italiani                                                     | -             | 8             | 8        | 3       |
| Union Autonomista Ladina                                               | -             | 1             | 1        | -       |
| Totale L'Ulivo                                                         | 60            | 189           | 249      | 127     |
| Rifondazione Comunista                                                 | 11            | -             | 11       | 4       |
| Südtiroler Volkspartei                                                 | -             | 3             | 3        | 3       |
| Vallée d'Aoste                                                         | -             | 1             | 1        | 1       |
| Democrazia Europea                                                     | -             | -             | -        | 2       |
| Italia dei Valori                                                      | -             | -             | -        | 1       |
| Lega per l'Autonomia                                                   | -             | -             | -        | 1       |
| Totale                                                                 | 144           | 475           | 619      | 315     |

## Analisi territoriale del voto
| Distribuzione del voto di lista alla Camera dei deputati | Distribuzione del voto di lista alla Camera dei deputati |
| -------------------------------------------------------- | -------------------------------------------------------- |
|                                                          |                                                          |
| Distribuzione del voto per comune                        | Distribuzione del voto per provincia                     |

La coalizione della La Casa delle Libertà di Silvio Berlusconi vince le regioni Abruzzo, Calabria, Campania, Friuli-Venezia Giulia, Lazio, Liguria (tranne la Provincia di Genova), Lombardia, Molise, Piemonte, Puglia, Sardegna e Sicilia, e le province di Parma, Piacenza e Rimini (Emilia-Romagna), di Macerata e Ascoli Piceno (Marche), di Massa-Carrara e Lucca (Toscana) e di Trento (Trentino-Alto Adige).
La coalizione dell'Ulivo di Francesco Rutelli vince le regioni Emilia-Romagna (tranne le province di Piacenza, Parma e Rimini), Marche (province di Ancona e Pesaro-Urbino), Toscana (tranne le province di Massa-Carrara e Lucca), Umbria, e la Provincia di Genova (Liguria).

## Conseguenze del voto
La vittoria della La Casa delle Libertà fu netta e il Presidente della Repubblica, Carlo Azeglio Ciampi conferì a Silvio Berlusconi l'incarico di formare il nuovo Governo. Nacque così il governo Berlusconi II (dopo il primo esecutivo costituitosi nel 1994) che rimase in carica fino al 2005, battendo in tal modo il record di durata fino ad allora detenuto dal governo Craxi I. In seguito alla sconfitta nelle elezioni regionali Berlusconi diede le dimissioni e fu incaricato di formare un nuovo esecutivo (governo Berlusconi III) che durò fino a fine legislatura.